# Konstantin Fedin (Schiff)
Die Konstantin Fedin (russisch Константин Федин) ist ein Flusskreuzfahrtschiff, das im Jahre 1980 in der DDR auf den Werften des VEB Elbewerften Boizenburg/Roßlau gebaut wurde und zur Vladimir-Ilyich-Klasse, deutsche Bezeichnung – BiFa 125М (Binnenfahrgastschiff 125 Meter) – gehört.

## Geschichte
Die Konstantin Fedin wurde am 18. April 1980 in der DDR für Wolschskoje Objedinjonnoje Retschnoje Parohodstwo in Gorki gebaut. Das Schiff wurde nach dem russischen Schriftsteller Konstantin Fedin benannt. 2002 wurde Konstantin Fedin umgebaut und modernisiert.
Das Flusskreuzfahrtschiff war seit der Olympiade 1980 in Moskau für ausländische Touristen (Intourist) bestimmt, für bestimmte Kreuzfahrtstrecken jedoch durften die Fahrkarten den Sowjetbürgern und nach dem Zerfall der Sowjetunion den russischen Staatsbürgern verkauft werden.
2012 wurde das Schiff auf der Wolga, Wolga-Balt und Newa auf der Strecke Sankt Petersburg – Mandrogi – Kischi – Gorizy – Uglitsch – Moskau eingesetzt.

## Ausstattung
Die Kabinen sind mit Dusche, WC, Kühlschrank und Radio ausgestattet. An Bord befinden sich ein Restaurant, zwei Bars und ein Veranstaltungsraum.